# Delia tumidula
Delia tumidula är en tvåvingeart som beskrevs av Ringdahl 1949. Delia tumidula ingår i släktet Delia och familjen blomsterflugor. Arten är reproducerande i Sverige. Inga underarter finns listade i Catalogue of Life.